# Quirino da Sescia
São Quirino (em croata:  Kvirin) (falecido em 309) é venerado como um dos primeiros bispos de Sescia, hoje Sisak na Croácia. Ele é mencionado por Eusébio de Cesareia.
Um Passio, considerado não confiável, afirma que Quirino foi morto durante as perseguições de Diocleciano após ser preso em 309. Quirino tentou fugir, mas foi preso. Ele conseguiu converter seu carcereiro, chamado Marcelo, ao Cristianismo. Após três dias, o governador de Panônia Prima, Amantius, ordenou que ele fosse levado para Sabaria (atual Szombathely, Hungria), onde, depois de tentar fazer Quirino abjurar sua fé, mandou o bispo ser jogado no rio Gyöngyös local com uma pedra de moinho no pescoço dele.
Uma variante da lenda afirma que ele quase foi morto durante a perseguição de Diocleciano aos cristãos: as autoridades o amarraram a uma pedra de moinho e o jogaram em um rio, mas ele se libertou do peso, escapou e continuou a pregar sua fé. Dizem que São Floriano, outro santo associado à Panônia, foi executado afogando-se com uma pedra amarrada no pescoço. Os Atos do martírio do santo foram coletados em (Thierry Ruinart, "Acta martyrum", Ratisbon, 522), e um hino foi escrito em sua homenagem por Prudêncio (loc. Cit., 524).

## Veneração

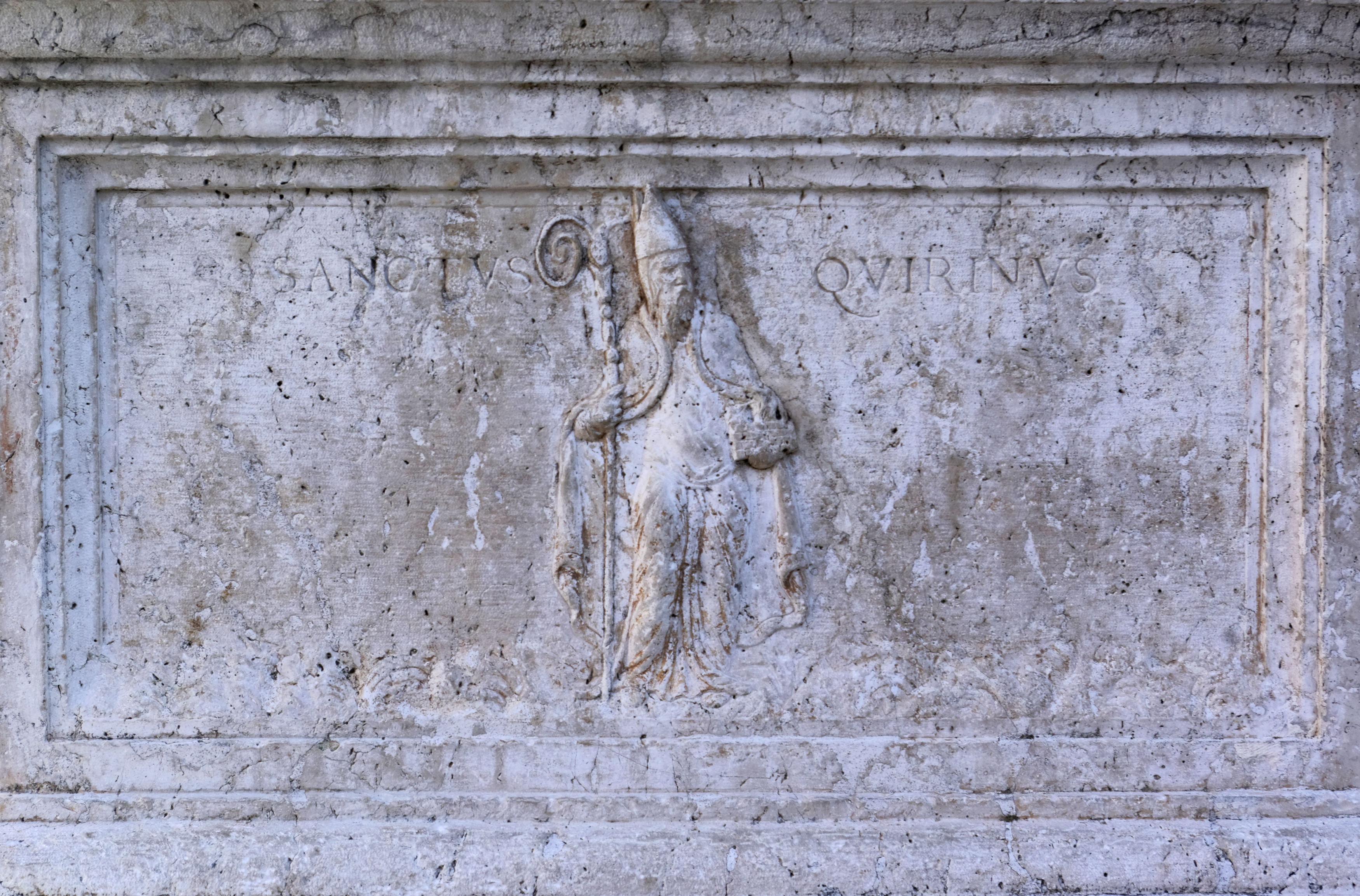
O poço principal de Krk representa São Quirino

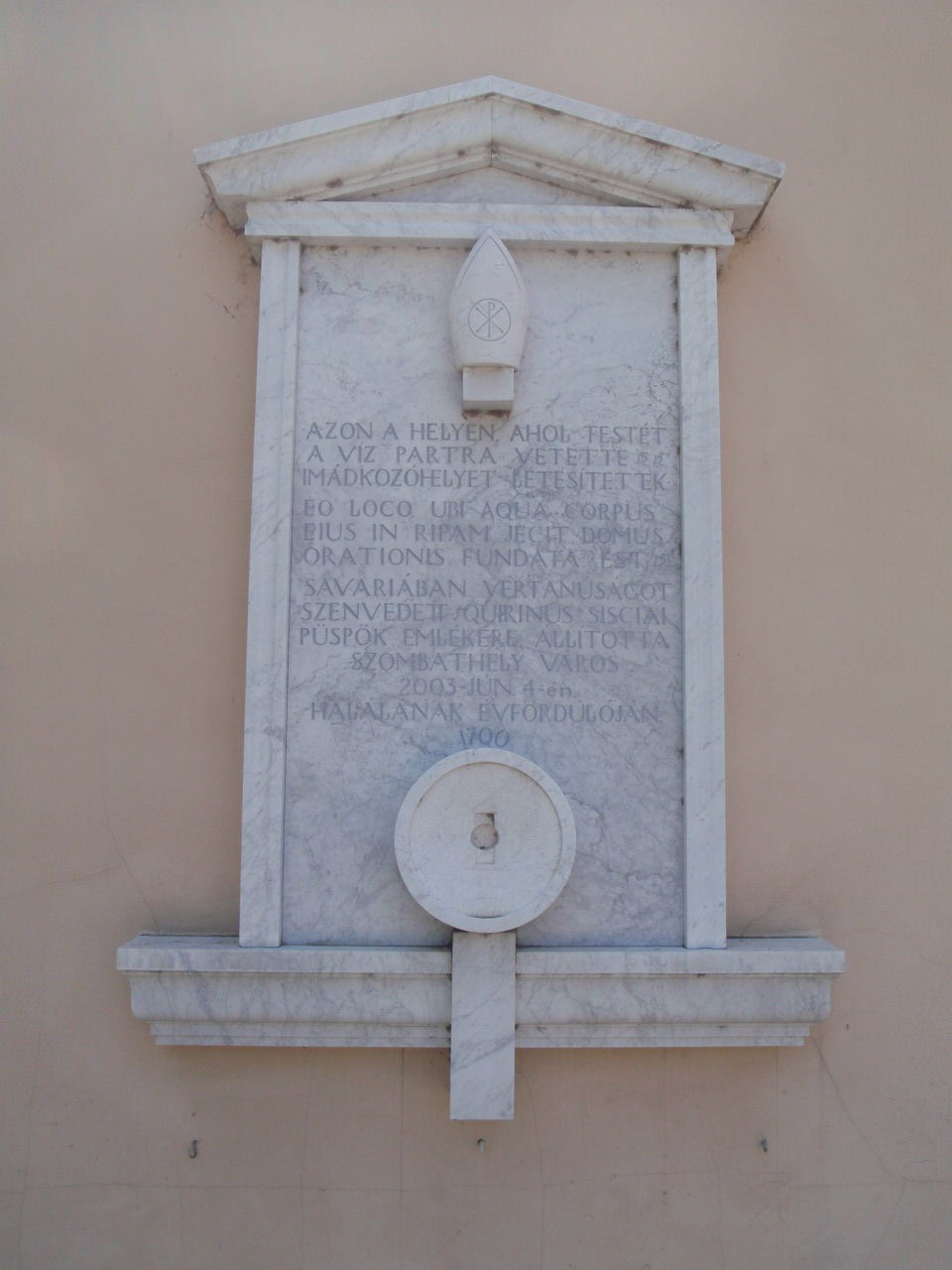
Rua Szombathely Óperint - Placa da morte do 1700º aniversário

Os cristãos locais de Savaria recuperaram seu corpo e o enterraram perto do portão conhecido como "Scarabateus" (provavelmente em Sopron)
Após a incursão dos bárbaros na Panônia no final do século IV e início do V, suas relíquias foram levadas para Roma e depositadas em um mausoléu ou câmara abobadada chamada Platonia, atrás da abside da Basílica de San Sebastiano fuori le mura na Via Ápia.
A "Platônia" era uma construção na parte traseira da basílica; acreditava-se que havia sido a tumba temporária para Pedro e Paulo, mas era uma tumba para Quirino.
Seu culto tornou-se popular, como atestado pelos Itinerários do século VII. Algumas fontes afirmam que suas relíquias foram traduzidas para vários locais, incluindo Correggio, Emília-Romanha, Milão, Aquileia e a Basílica de Santa Maria em Trastevere, em Roma. Suas relíquias também podem ter sido transportadas para Tivoli. Há um culto a São Quirino de Tivoli, que pode ou não ser o mesmo santo. As relíquias em Tivoli foram levadas para a Península dos Apeninos durante a invasão dos hunos.
Quirino tornou-se considerado um dos protetores nacionais da República de São Marinho, depois de um denso nevoeiro atribuído a ele pelos samarinenses em seu dia de festa de 4 de junho de 1543, frustrando uma tentativa de conquista do país por Fabiano di Monte San Savino, sobrinho do futuro Papa Júlio III. A igreja franciscana capuchinha de San Quirino foi posteriormente construída na capital San Marino por volta de 1550.
Uma igreja é dedicada a ele em Jesenovik, Croácia. Seu banquete é comemorado em 4 de junho.